# Nicolaas Rienks
Nicolaas Rienks –conocido como Nico Rienks– (Tiel, 1 de febrero de 1962) es un deportista neerlandés que compitió en remo.
Participó en cinco Juegos Olímpicos de Verano, entre los años 1984 y 2000, obteniendo en total tres medallas, oro en Barcelona 1992 (doble scull), bronce en Atlanta 1996 (doble scull) y oro en Atlanta 1996 (ocho con timonel).
Ganó cuatro medallas en el Campeonato Mundial de Remo entre los años 1989 y 1995.

## Palmarés internacional
| Juegos Olímpicos   | Juegos Olímpicos              | Juegos Olímpicos  | Juegos Olímpicos |
| Año                | Lugar                         | Medalla           | Prueba           |
| ------------------ | ----------------------------- | ----------------- | ---------------- |
| 1988               | Seúl (Corea del Sur)          | Medalla de oro    | Doble scull      |
| 1992               | Barcelona (España)            | Medalla de bronce | Doble scull      |
| 1996               | Atlanta (Estados Unidos)      | Medalla de oro    | Ocho con timonel |
| Campeonato Mundial |                               |                   |                  |
| Año                | Lugar                         | Medalla           | Prueba           |
| 1989               | Bled (Yugoslavia)             | Medalla de plata  | Doble scull      |
| 1991               | Viena (Austria)               | Medalla de oro    | Doble scull      |
| 1994               | Indianápolis (Estados Unidos) | Medalla de plata  | Ocho con timonel |
| 1995               | Tampere (Finlandia)           | Medalla de plata  | Ocho con timonel |